# Bichón chipriota
El Bichón chipriota, denominado en su país de origen "Kypriako maliaro", es una de las razas de perro originarias de Chipre, reconocida por el Kennel Club de dicho país. Es conocido como "Poodle chipriota", pero su trasfondo es el de una raza pura con más de mil años de antigüedad. Son perros de compañía.

## Apariencia
La raza pertenece a los perros de tipo Bichón, con un manto muy similar a los de las razas Ratonero holandés y Irish soft coated wheaten terrier, aunque están permitidos todos los colores.
Existe en tres tamaños:
- Pequeño: menor de 32 cm de altura a la cruz
- Mediano: de 32-38 cm
- Grande: de 39-45 cm

## Comportamiento
Por naturaleza es un perro apacible y juguetón, buen compañero y perro de familia. Sumamente inteligente y fácil de entrenar.